# Jaime Yzaga
Jaime Yzaga Tori (Lima, 23 de outubro de 1967) é um ex-tenista profissional peruano.